# UCI WorldTeam
UCI WorldTeam er den højeste kategori for herrecykelhold ifølge UCI. Dette navn blev skabt fra 2015-sæsonen, og erstattede UCI ProTeam, som var det udtryk der blev brugt fra 2005 til 2014.
UCI ProTeams, tidligere professionelle kontinentalhold, udgør den andenhøjeste rangering, og kontinentalholdene den tredje. UCI WorldTeams er forpligtet til at deltage i UCI World Tour-løb. De har også mulighed for at deltage i UCI ProSeries løb inden for grænsen på 70% af de deltagende hold og i kontinentale cykelløb, blandt andet UCI Europe Tour, inden for grænsen på 50% af de deltagende hold. 

## Hold i 2025
| UCI WorldTeams (18)- Alpecin-Deceuninck - Arkéa-B&B Hotels - Bahrain-Victorious - Cofidis - Decathlon AG2R La Mondiale Team - EF Education-EasyPost - Groupama-FDJ - Ineos Grenadiers - Intermarché-Wanty - Lidl-Trek - Movistar Team - Red Bull-BORA-hansgrohe - Soudal Quick-Step - Team Picnic-PostNL - Team Jayco AlUla - Team Visma \| Lease a Bike - UAE Team Emirates XRG - XDS Astana Team |
| |